# 衣爾尼克角

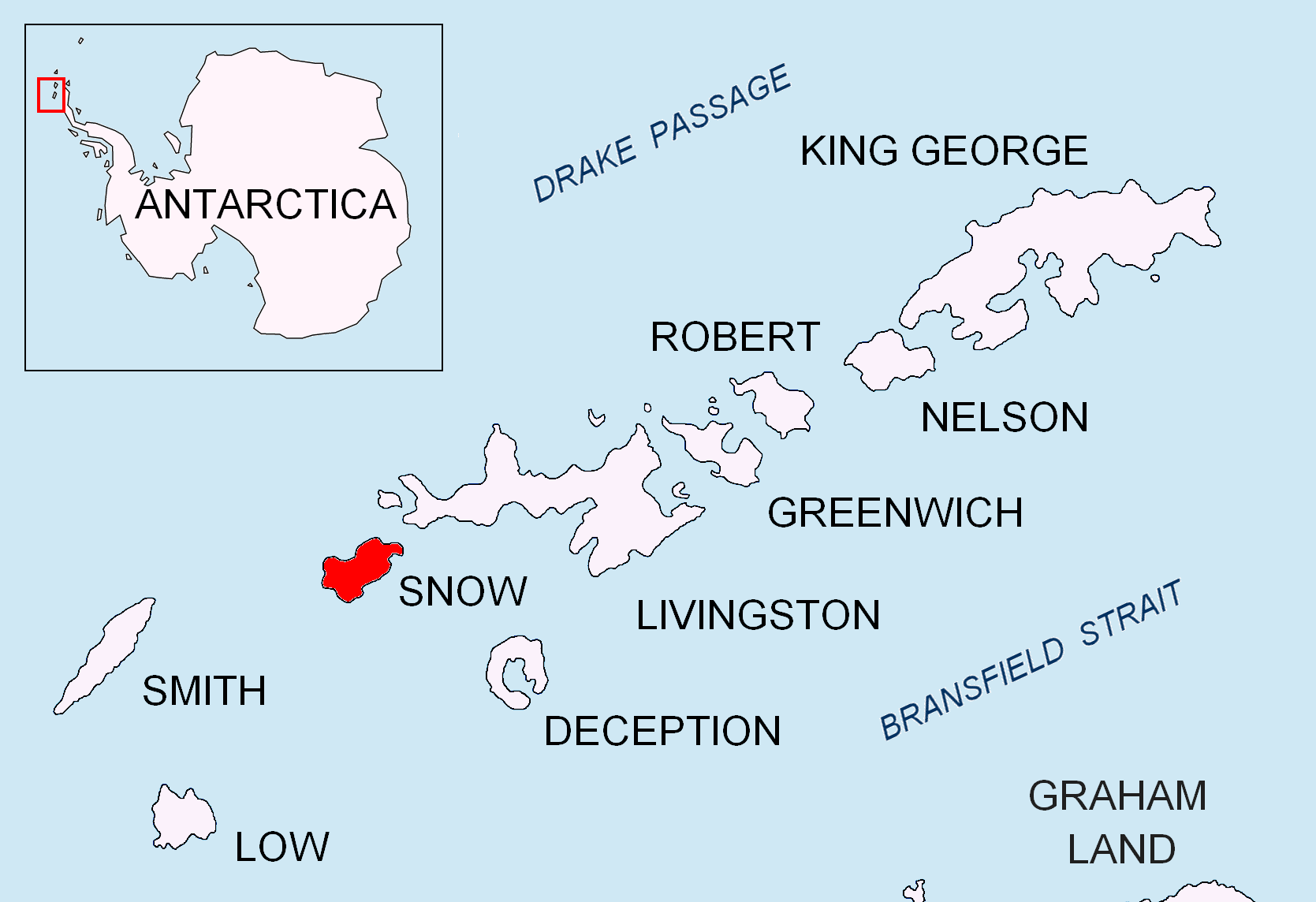

衣爾尼克角（英語：Irnik Point），是南極洲的海岬，位於南設得蘭群島的雪島西北岸，處於廷布倫角西南面3.5公里、梅茲德拉角西南面2公里和拜沃特角東北面7.4公里，現時由南極條約體系管理。